# Южносахалінська область
Южносахалінська область (рос. Южно-Сахалинская область) — адміністративна одиниця РРФСР, що існувала з 2 лютого 1946 до 2 січня 1947 року.

## Історія
Область утворена на території південного Сахаліну (колишня японська префектура Карафуто) та Курильських островах після Радянсько-японської війни (9 серпня — 5 вересня 1945). Центром області стало місто Тойохара (з 4 липня 1946 — Южно-Сахалінськ).
В області були відсутні місцеві Ради та їх виконкоми. Керівництво області здійснювалося Цивільним управлінням, яким керував заступник командувача Далекосхідного військового округу. Видавалися газети «Червоний прапор» (російською мовою) і «Нове життя» (японською).
Проіснувавши менше року, Южносахалінська область Указом Президії Верховної Ради СРСР від 2 січня 1947 р була об'єднана з економічно слабкою Сахалінською областю Хабаровського краю (центр — місто Олександрівськ-Сахалінський). При цьому центром об'єднаної Сахалінської області, яка вийшла зі складу Хабаровського краю, став спочатку Олександрівськ-Сахалінський. 18 квітня 1947 Указом Президії Верховної Ради СРСР центр області був перенесений в Южно-Сахалінськ.
В адміністративному відношенні область з 5 червня 1946 ділилася на райони: Анівський, Долинський, Корсаковський, Курильський, Лесогорський, Макарівський, Невельський, Поронайський, Північно-Курильський, Томаринський, Углегорський, Холмський, Южно-Курильський і Южно-Сахалінський.